# 42 cm Gamma Mörser
Il 42 cm Gamma Mörser, originariamente designato 42 cm kurze Marinekanone L/16, era un obice pesante d'assedio tedesco, utilizzato dal Deutsches Heer durante la prima guerra mondiale. L'unico esemplare sopravvissuto fu usato dalla Wehrmacht durante la seconda guerra mondiale.

## Storia

### Sviluppo
Ben prima della Grande Guerra Krupp aveva iniziato lo sviluppo di una serie di armi da assedio super-pesanti per battere le opere fortificate che i vicini della Germania stavano erigendo. Questo obice era il terzo di questi progetti, da cui il nome Gamma-Gerät (dispositivo gamma), ed era essenzialmente una versione ingrandita del 30,5 cm Beta-Gerät. Krupp aveva già avuto esperienze in calibro 420 mm: nel 1893 aveva presentato alla Fiera Colombiana di Chicago un cannone costiero da 42 cm lungo 33 calibri a polvere nera, pesante 122 t; questo derivava da un cannone sperimentale da 40 cm ritubato, che era servito da prototipo per i quattro 400/35 venduti al Regno d'Italia, installati in torri binate a difesa di La Spezia e Taranto.
L'interesse dello Stato maggiore prussiano per i grandi cannoni d'assedio si deve alle pressioni del giovane ufficiale Max Bauer, addetto al Dipartimento delle fortezze, sul generale Erich Ludendorff. I contatti con la Krupp iniziarono nel 1905 ed tra il 1909 ed il 1911 si svolsero le prove con un prototipo da 42 cm. I risultati impressionarono Ludendorff, che riteneva il cannone funzionale ai suoi piani di attacco alle fortezze della Francia con una manovra a tenaglia. Per la manovra il generale calcolava come necessari 8 Gamma-Gerät e 16 Beta-Gerät. Tuttavia il Dipartimento di artiglieria del Ministero della guerra espresse dei dubbi sulla mobilità del Gamma-Gerät e sul costo del munizionamento ed ordinò quindi un nuovo obice da 44 t, il M-Gerät (popolarmente Grande Berta), che era meno potente ed aveva minore gittata ma poteva essere trainato da trattori mentre il Gamma-Gerät richiedeva il trasporto ferroviario. Alla fine si raggiunse un compromesso, ordinando entrambe le bocche da fuoco. Tra il 1913 ed il 1914 furono costruiti 4 Gamma-Gerät (oltre al prototipo) e 2 M-Gerät. Altri 5 Gamma-Gerät furono costruiti nel corso della guerra.

### Impiego operativo
Il Gamma-Gerät entrò in azione per la prima volta nell'agosto 1914, insieme ad altri grandi cannoni d'assedio tedeschi (come la Grande Berta), contro le fortificazioni di Liegi, durante la invasione tedesca del Belgio all'inizio della Grande Guerra. Nel 1916 gli obici furono usati nella battaglia di Verdun. Dopo la resa della Germania nel novembre 1918, quattro obici furono fatti saltare dai serventi per impedirne la cattura, mentre gli altri 6
per aggirare i vincoli del trattato di Versailles furono nascosti nel poligono di prova della Krupp a Meppen.
Con l'inizio del riarmo della Germania, nel 1930 i pezzi vennero "riesumati" per testare nuove granate penetranti antibunker.
Un unico 42 cm Gamma Mörser fu aggiornato e dotato di una piattaforma di tiro notevolmente modificata, anche se non sono noti i particolari.  Durante la seconda guerra mondiale il pezzo fu schierato contro la linea Maginot e nell'assedio di Sebastopoli.

## Tecnica

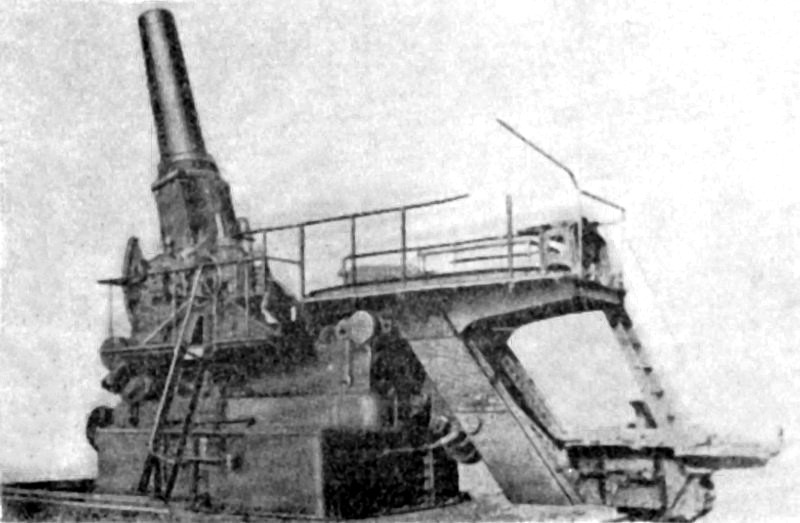

Oltre al Beta-Gerät, il 42 cm Gamma Mörser era l'unica artiglieria tedesca della prima guerra mondiale ad impiegare un otturatore a vite interrotta tipo Welin. Nonostante con questo tipo di culatta non fosse necessaria per la tenuta dei gas, il mortaio impiegava comunque una munizione con carica di lancio in bossolo metallico, probabilmente perché garantiva una maggiore cadenza di tiro e perché nessun altro pezzo tedesco richiedeva cariche a sacchetto. Il sistema di rinculo era basato su due cilindri idraulici, posizionati sopra alla canna, ed un recuperatore idropneumatico inferiormente. L'obice poteva essere dotato di una casamatta blindata per proteggere i serventi dalle schegge di granata, chiamata Splitterschutz-Panzerkasten.
L'obice era un Bettungsgeschütz, ovvero un pezzo che per essere messo in batteria necessitava di una piattaforma di tiro in calcestruzzo. Questa era una grossa limitazione tattica e richiedeva una estesa pianificazione: la preparazione della piattaforma in cemento richiedeva oltre una settimana. Per il trasporto il mortaio veniva scomposto in 10 carichi. L'assemblaggio del pezzo richiedeva poi circa 2 giorni, con l'ausilio di una gru a portale su rotaie e 250 serventi.
Il Gamma Mörser impiegava due differenti dipi di granata: l'originale ad alto esplosivo pesava 886 kg a 370 m/s; questa fu sostituita da una granata più leggera, da 760 kg, impiegata anche per la Grande Berta. Durante la seconda guerra mondiale invece l'obice impiegava la 42 cm Sprgr Be, una granata perforante antibunker da 1 003 kg, propulsa da una fino a 4 cariche supplementari, per un massimo di 77,8 kg.